# تياغو سيلفا (لاعب كرة قدم مواليد 1991)
تياغو سيلفا هو لاعب كرة قدم برتغالي في مركز الدفاع، ولد في 26 فبراير 1991 في Caniçal ‏ في البرتغال. لعب مع نادي ماريتيمو.

## وصلات خارجية
- تياغو سيلفا (لاعب كرة قدم) على موقع قاعدة بيانات كرة القدم.إي يو (الإنجليزية)
- تياغو سيلفا (لاعب كرة قدم) على موقع Soccerway.com (الإنجليزية)